# 小国駅
小国駅（おぐにえき）は、山形県西置賜郡小国町大字岩井沢にある、東日本旅客鉄道（JR東日本）米坂線の駅である。

## 歴史
- 1935年（昭和10年）10月30日：米坂東線羽前沼沢 - 当駅間開通と共に開業[1][2]。
- 1985年（昭和60年）3月5日：貨物の取り扱いを廃止[1]。
- 1987年（昭和62年）4月1日：国鉄分割民営化に伴い、東日本旅客鉄道（JR東日本）の駅となる[1]。
- 1990年（平成2年）12月1日：みどりの窓口を開設[3]。
- 2022年（令和4年）8月：同月の大雨の影響で当面の間、みどりの窓口を休業[4]。

## 駅構造
西側の駅舎に面する単式ホーム1面1線（1番線）と、島式ホーム1面2線（2・3番線）、計2面3線を有する地上駅である。互いのホームは跨線橋で連絡している。木造駅舎を有する。
直営駅（駅長配置）であるが、自駅単独管理となっている（周辺駅は村上駅が管理）。また、米坂線の新潟支社管理区間である今泉駅 - 坂町駅間の運行管理も行っている（呼称は小国指令）。駅舎にはみどりの窓口、自動券売機のほか、待合室（空調設備あり）、自動販売機、トイレなどが設置されている。このほか、レンタサイクルもある。
夜間滞泊が2本あるため、乗務員の仮泊所がある。ワンマン化前に作られたため部屋数が多く、冬季の除雪作業時に有効に使われている。

### のりば
| 番線 | 路線    | 方向 | 行先           |
| ---- | ------- | ---- | -------------- |
| 1    | ■米坂線 | 下り | 坂町方面       |
| 2・3 | ■米坂線 | 上り | 今泉・米沢方面 |

- 上り当駅始発は3番線を使用する。

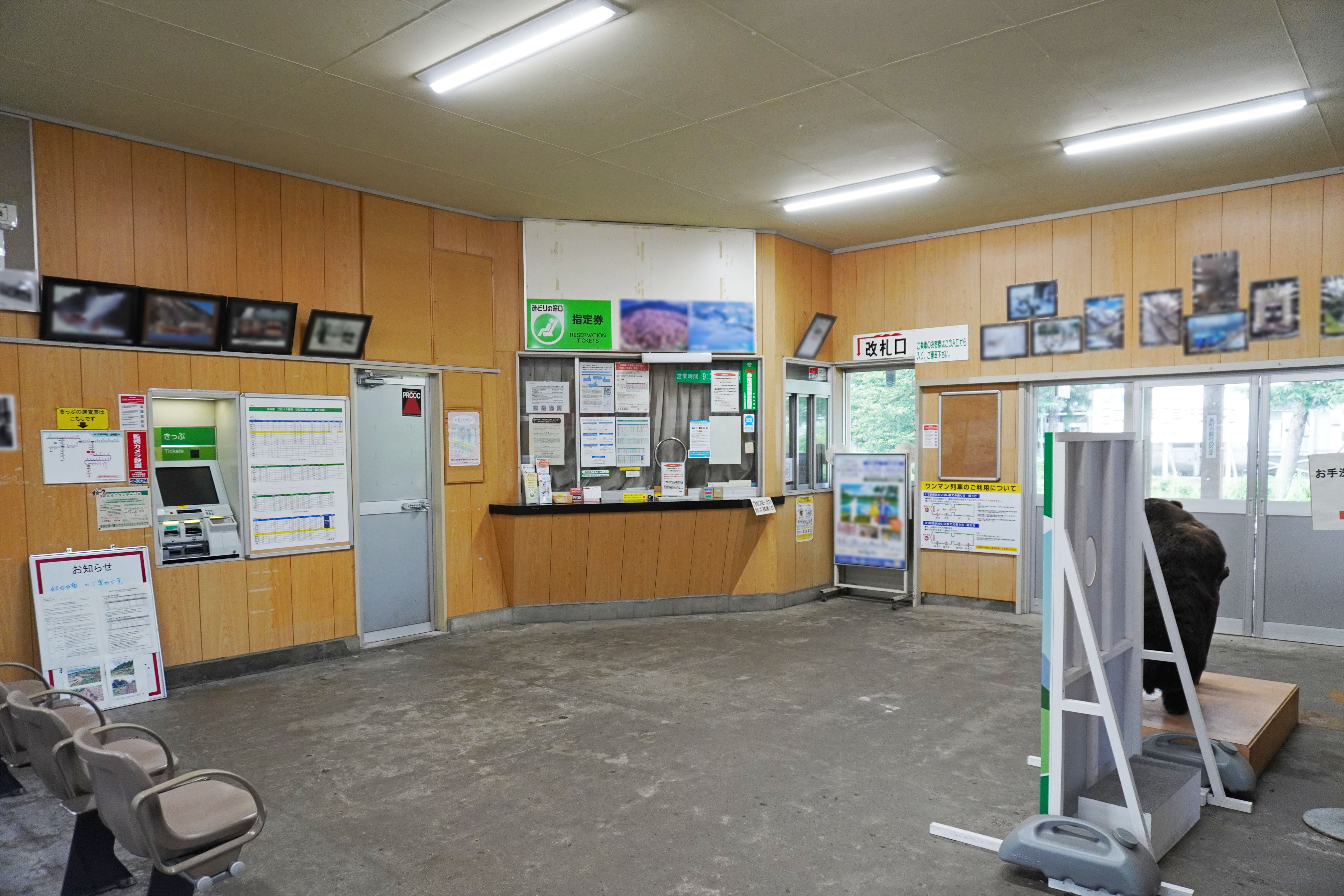
改札口と切符売り場（2023年7月）
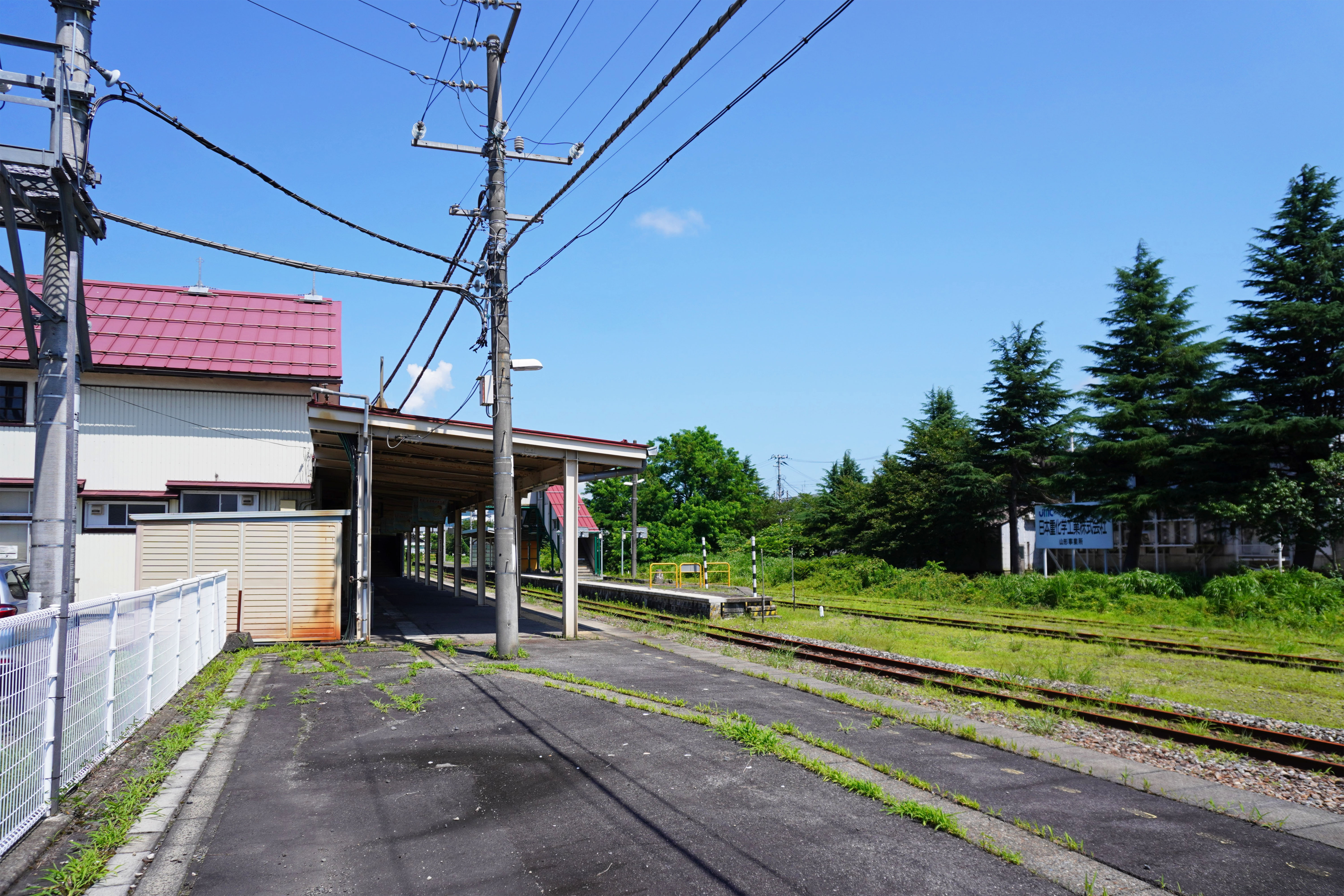
ホーム（2023年7月）

## 利用状況
JR東日本によると、2023年度（令和5年度）の1日平均乗車人員は68人である。
2000年度（平成12年度）以降の推移は以下のとおりである。
| 1日平均乗車人員推移 | 1日平均乗車人員推移 | 1日平均乗車人員推移 | 1日平均乗車人員推移 | 1日平均乗車人員推移 |
| 年度                | 定期外              | 定期                | 合計                | 出典                |
| ------------------- | ------------------- | ------------------- | ------------------- | ------------------- |
| 2000年（平成12年）  |                     |                     | 159                 | [ 利用客数 2 ]      |
| 2001年（平成13年）  |                     |                     | 152                 | [ 利用客数 3 ]      |
| 2002年（平成14年）  |                     |                     | 142                 | [ 利用客数 4 ]      |
| 2003年（平成15年）  |                     |                     | 139                 | [ 利用客数 5 ]      |
| 2004年（平成16年）  |                     |                     | 137                 | [ 利用客数 6 ]      |
| 2005年（平成17年）  |                     |                     | 136                 | [ 利用客数 7 ]      |
| 2006年（平成18年）  |                     |                     | 152                 | [ 利用客数 8 ]      |
| 2007年（平成19年）  |                     |                     | 154                 | [ 利用客数 9 ]      |
| 2008年（平成20年）  |                     |                     | 155                 | [ 利用客数 10 ]     |
| 2009年（平成21年）  |                     |                     | 138                 | [ 利用客数 11 ]     |
| 2010年（平成22年）  |                     |                     | 140                 | [ 利用客数 12 ]     |
| 2011年（平成23年）  |                     |                     | 132                 | [ 利用客数 13 ]     |
| 2012年（平成24年）  | 31                  | 92                  | 123                 | [ 利用客数 14 ]     |
| 2013年（平成25年）  | 30                  | 78                  | 108                 | [ 利用客数 15 ]     |
| 2014年（平成26年）  | 28                  | 69                  | 98                  | [ 利用客数 16 ]     |
| 2015年（平成27年）  | 32                  | 74                  | 106                 | [ 利用客数 17 ]     |
| 2016年（平成28年）  | 31                  | 82                  | 113                 | [ 利用客数 18 ]     |
| 2017年（平成29年）  | 31                  | 77                  | 109                 | [ 利用客数 19 ]     |
| 2018年（平成30年）  | 35                  | 81                  | 116                 | [ 利用客数 20 ]     |
| 2019年（令和元年）  | 22                  | 101                 | 124                 | [ 利用客数 21 ]     |
| 2020年（令和02年）  | 15                  | 93                  | 108                 | [ 利用客数 22 ]     |
| 2021年（令和03年）  | 18                  | 75                  | 94                  | [ 利用客数 23 ]     |
| 2022年（令和04年）  | 16                  | 49                  | 66                  | [ 利用客数 24 ]     |
| 2023年（令和05年）  | 20                  | 48                  | 68                  | [ 利用客数 1 ]      |

## 駅周辺
- 小国郵便局
- 小国町役場
  - 都市間バス「Zao号」のりば
- 小国警察署
- クアーズテック 小国事業所 - 旧・東芝電興。1984年（昭和59年）2月まで鉄道貨物輸送をしていた。
- 日本重化学工業 小国事業所
- 山形県立小国高等学校
- 基督教独立学園高等学校
- 国道113号
- 蔵王ストアー
- 小国町営バス（旧・JRバス東北）小国線乗り場
- 小国町立病院
- 国土交通省 飯豊山系砂防事務所

## その他
赤屋根と白壁のコントラストが美しい駅舎を有するとして、2002年（平成14年）に東北の駅百選に選定されている。

## 隣の駅
東日本旅客鉄道（JR東日本）
■米坂線（休止中）
羽前松岡駅 - 小国駅 - *玉川口駅 - 越後金丸駅
*打消線は廃駅

### 記事本文
1. 1 2 3 4  石野哲 編『停車場変遷大事典 国鉄・JR編』 II（初版）、JTB、1998年10月1日、543頁。ISBN 978-4-533-02980-6。
2. ↑  「山形県の鉄道輸送 (PDF)」『山形県』山形県鉄道利用・整備強化促進期成同盟会、2024年6月、58頁。2025年4月8日閲覧。
3. ↑  JR時刻表平成2年12月号索引地図欄外の注
4. ↑  「駅の情報（小国駅）：JR東日本」東日本旅客鉄道。2022年12月29日時点のオリジナルよりアーカイブ。2022年12月29日閲覧。
5. 1 2  「JR東日本：駅構内図・バリアフリー情報（小国駅）」東日本旅客鉄道。2024年10月21日閲覧。

### 利用状況
1. 1 2  「各駅の乗車人員 2023年度 101位以下（8）| 企業サイト：JR東日本」東日本旅客鉄道。2025年7月24日閲覧。
2. ↑  「JR東日本：各駅の乗車人員（2000年度）」東日本旅客鉄道。2025年7月24日閲覧。
3. ↑  「JR東日本：各駅の乗車人員（2001年度）」東日本旅客鉄道。2025年7月24日閲覧。
4. ↑  「JR東日本：各駅の乗車人員（2002年度）」東日本旅客鉄道。2025年7月24日閲覧。
5. ↑  「JR東日本：各駅の乗車人員（2003年度）」東日本旅客鉄道。2025年7月24日閲覧。
6. ↑  「JR東日本：各駅の乗車人員（2004年度）」東日本旅客鉄道。2025年7月24日閲覧。
7. ↑  「JR東日本：各駅の乗車人員（2005年度）」東日本旅客鉄道。2025年7月24日閲覧。
8. ↑  「JR東日本：各駅の乗車人員（2006年度）」東日本旅客鉄道。2025年7月24日閲覧。
9. ↑  「JR東日本：各駅の乗車人員（2007年度）」東日本旅客鉄道。2025年7月24日閲覧。
10. ↑  「JR東日本：各駅の乗車人員（2008年度）」東日本旅客鉄道。2025年7月24日閲覧。
11. ↑  「JR東日本：各駅の乗車人員（2009年度）」東日本旅客鉄道。2025年7月24日閲覧。
12. ↑  「JR東日本：各駅の乗車人員（2010年度）」東日本旅客鉄道。2025年7月24日閲覧。
13. ↑  「JR東日本：各駅の乗車人員（2011年度）」東日本旅客鉄道。2025年7月24日閲覧。
14. ↑  「JR東日本：各駅の乗車人員（2012年度）」東日本旅客鉄道。2025年7月24日閲覧。
15. ↑  「各駅の乗車人員 2013年度 ベスト100以外（9）：JR東日本」東日本旅客鉄道。2025年7月24日閲覧。
16. ↑  「各駅の乗車人員 2014年度 ベスト100以外（9）：JR東日本」東日本旅客鉄道。2025年7月24日閲覧。
17. ↑  「各駅の乗車人員 2015年度 ベスト100以外（8）：JR東日本」東日本旅客鉄道。2025年7月24日閲覧。
18. ↑  「各駅の乗車人員 2016年度 ベスト100以外（8）：JR東日本」東日本旅客鉄道。2025年7月24日閲覧。
19. ↑  「各駅の乗車人員 2017年度 ベスト100以外（8）：JR東日本」東日本旅客鉄道。2025年7月24日閲覧。
20. ↑  「各駅の乗車人員 2018年度 ベスト100以外（8）：JR東日本」東日本旅客鉄道。2025年7月24日閲覧。
21. ↑  「各駅の乗車人員 2019年度 ベスト100以外（8）：JR東日本」東日本旅客鉄道。2025年7月24日閲覧。
22. ↑  「各駅の乗車人員 2020年度 101位以下（8）| 企業サイト：JR東日本」東日本旅客鉄道。2025年7月24日閲覧。
23. ↑  「各駅の乗車人員 2021年度 101位以下（8）| 企業サイト：JR東日本」東日本旅客鉄道。2025年7月24日閲覧。
24. ↑  「各駅の乗車人員 2022年度 101位以下（8）| 企業サイト：JR東日本」東日本旅客鉄道。2025年7月24日閲覧。